# Podsavezna nogometna liga Koprivnica 1962./63.
Podsavezna liga Koprivnica, također i kao Prvenstvo Koprivničkog nogometnog podsaveza je bila liga četvrtog stupnja nogometnog prvenstva Jugoslavije u sezoni 1962./63. 
 
Sudjelovalo je 14 klubova, a prvak je bila momčad "Vrbovca".

## Ljestvica
| mj. | klub                      | ut. | pob. | ner. | por. | gol+ | gol– | bod |
| --- | ------------------------- | --- | ---- | ---- | ---- | ---- | ---- | --- |
| 1.  | Vrbovec                   | 26  | 19   | 2    | 5    | 73   | 46   | 40  |
| 2.  | Panonija Peteranec        | 26  | 15   | 8    | 3    | 60   | 27   | 38  |
| 3.  | Graničar Legrad           | 26  | 15   | 2    | 9    | 82   | 51   | 32  |
| 4.  | Željezničar Koprivnica    | 26  | 11   | 7    | 8    | 53   | 41   | 29  |
| 5.  | Podravac Virje            | 26  | 12   | 4    | 10   | 72   | 65   | 28  |
| 6.  | Mladost Kloštar Podravski | 26  | 12   | 3    | 11   | 55   | 55   | 27  |
| 7.  | Drava Novigrad Podravski  | 26  | 11   | 4    | 11   | 85   | 64   | 26  |
| 8.  | Graničar Đurđevac         | 26  | 11   | 3    | 12   | 74   | 53   | 25  |
| 9.  | Podravac Torčec           | 26  | 10   | 5    | 11   | 51   | 57   | 25  |
| 10. | Metalac Križevci          | 26  | 8    | 7    | 11   | 49   | 52   | 23  |
| 11. | Sloga Koprivnički Ivanec  | 26  | 9    | 4    | 13   | 40   | 62   | 22  |
| 12. | Omladinac Kalinovac       | 26  | 6    | 8    | 12   | 57   | 83   | 20  |
| 13. | Borac Imbriovec           | 26  | 5    | 5    | 16   | 42   | 59   | 15  |
| 14. | Osvit Đelekovec           | 26  | 6    | 2    | 18   | 63   | 60   | 14  |

## Rezultatska križaljka
| kratica | klub                      | BOR | DRA | GRAĐ | GRAL | MET | MLA | OML | OSV | PAN | PODT | PODV | SLO | VRB | ŽELJ |
| --- | ------------------------- | --- | --- | ---- | ---- | --- | --- | --- | --- | --- | ---- | ---- | --- | --- | ---- |
| BOR | Borac Imbriovec           |     |     |      |      |     |     |     |     |     |      |      |     |     |      |
| DRA | Drava Novigrad Podravski  |     |     |      |      |     |     |     |     |     |      |      |     |     |      |
| GRAĐ | Graničar Đurđevac         |     |     |      |      |     |     |     |     |     |      |      |     |     |      |
| GRAL | Graničar Legrad           |     |     |      |      |     |     |     |     |     |      |      |     |     |      |
| MET | Metalac Križevci          |     |     |      |      |     |     |     |     |     |      |      |     |     |      |
| MLA | Mladost Kloštar Podravski |     |     |      |      |     |     |     |     |     |      |      |     |     |      |
| OML | Omladinac Kalinovac       |     |     |      |      |     |     |     |     |     |      |      |     |     |      |
| OSV | Osvit Đelekovec           |     |     |      |      |     |     |     |     |     |      |      |     |     |      |
| PAN | Panonija Peteranec        |     |     |      |      |     |     |     |     |     |      |      |     |     |      |
| PODT | Podravac Torčec           |     |     |      |      |     |     |     |     |     |      |      |     |     |      |
| PODV | Podravac Virje            |     |     |      |      |     |     |     |     |     |      |      |     |     |      |
| SLO | Sloga Koprivnički Ivanec  |     |     |      |      |     |     |     |     |     |      |      |     |     |      |
| VRB | Vrbovec                   |     |     |      |      |     |     |     |     |     |      |      |     |     |      |
| ŽELJ | Željezničar Koprivnica    |     |     |      |      |     |     |     |     |     |      |      |     |     |      |
| |                           |     |     |      |      |     |     |     |     |     |      |      |     |     |      |
| podebljan rezultat - utakmice od 1. do 13. kola (1. utakmica između klubova) rezultat normalne debljine - utakmice od 14. do 26. kola (2. utakmica između klubova) rezultat nakošen - nije vidljiv redoslijed odigravanja međusobnih utakmica iz dostupnih izvora rezultat smanjen * - iz dostupnih izvora nije uočljiv domaćin susreta prekrižen rezultat - poništena ili brisana utakmica p - utakmica prekinuta 3:0 p.f. / 0:3 p.f. - rezultat 3:0 bez borbe n.i. - nije igrano |                           |     |     |      |      |     |     |     |     |     |      |      |     |     |      |

 Izvori:

## Unutarnje poveznice
- Zagrebačka zona 1962./63.